# Hemmidaganahalli, Belur
Hemmidaganahalli là một làng thuộc tehsil Belur, huyện Hassan, bang Karnataka, Ấn Độ.